# Advanced Core Military Engine
El Advanced Core Military Engine (ACME), fou un programa tecnològic de desenvolupament de motor centrat en el disseny del core que serviria de base pels futurs turboreactors o turboventiladors dels avions militars avançats. Aquest programa es dugué a terme al Regne Unit a principi dels anys vuitanta.
L'estat de l'art d'aquest programa era molt similar als desenvolupaments de motor als Estats Units, on es treballava per incrementar l'eficiència del turbojet respecte a les característiques disponibles en aquella època. En el Regne Unit, el programa ACME se centrava en implementar tecnologies avançades per a components de motor, incloent-hi els materials. Es va planificar també una segona fase, anomenada ACME II que es duria a terme a partir de 1989.

## Història
El desenvolupament de la primera part del programa Advanced Core Military Engine I (ACME I) va començar a principis dels anys 80 i hauria d'establir les bases tecnològiques dels futurs motors militars. Aquest desenvolupament tecnològic incorporava aspectes al voltant de tecnologies genèriques i tecnologies de component que portarien a terme increments en la capacitat de propulsió desenvolupada com a tecnologia del Ministeri de Defensa del Regne Unit.

### El demostrador XG-40
El programa XG-40 (demostrador relacionat), fou un prototip demostrador que es va començar a desenvolupar el 1982, amb dos objectius:
- Desenvolupar un motor amb una relació empenta-pes de 10:1.
- Incrementar un altre ratio característic (no especificat)[4](relació de compressió del ventilador).[3]

Amb aquestos objectius el programa apuntaria a tecnologies previsiblement disponibles al voltant de mitjans dels 90, implementades al EJ200 i, per tant, a l'avió de combat Eurofighter.
A més, el prototip XG-40 implementaria els resultats tecnològics d'un altre programa, anomenat Advanced Military Shroudless Turbine (AMST) amb la tecnologia dels àleps de turbina encastats lliures (sense anell de rigidització).
El demostrador XG-40 era un projecte 85% finançat pel Regne Unit i 15% finançat per Rolls-Royce.

### El terme ACME
El terme ACME s'establí l'any 1982 per tal de descriure col·lectivament les activitats dels demostradors, més enllà de l'XG40. L'anomenada Fase 1 de l'ACME, ja havia proporcionat resultats i dades ùtils relacionades amb compressors d'alta pressió d'alta càrrega, combustió sense dilució, refrigeració de turbina d'alta pressió, aerodinàmica i materials. Aquest estudi es continuà en una anomenada "Fase 2" del programa ACME on, en absència de coneixements detallats dels futurs requisits militars, el programa continuaria enxamplant la base tecnològica de manera més genèric, per a fer servir aquestos desenvolupaments en un ampli espectre d'aplicacions a motors.
Un terme relacionat amb el del programa ACME, era l'acrònim recursiu NTAT, Near Term ACME Technology. Aquest últim terme es va fer servir per tal de fer notar que algunes tecnologies que s'havien incorporat al XG-40 i el programa ACME continuava amb la Fase 2.

### El consorci Eurojet
En 1986, es va constituir el consorci Eurojet, format per Rolls-Royce (Regne Unit), Avio (Itàlia), MTU Aero Engines (Alemanya), e ITP (Indústria de Turbo Propulsores) (Espanya).
Mitjançant aquest consorci, es va arribar a desenvolupar el motor de reacció amb post cremador EJ200 que dona potència a l'avió de combat Eurofighter.